# Скулков, Игорь Петрович
Игорь Петрович Скулков (12 (25) июня 1913—22 июля 1971) — советский партийный и государственный деятель, первый секретарь Ульяновского (1952—1958), Удмуртского (1959—1963) и Костромского (1965—1971) обкомов КПСС, участник Великой Отечественной войны, майор.

## Биография
Игорь Петрович Скулков родился 12 (по новому стилю — 25) июня 1913 года в Красноярске в семье работницы красноярского переселенческого пункта. По национальности русский. Вырос без отца. С трехлетного возраста и до 1927 года жил у отчима — Скулкова Петра Лукьяновича — до революции который работал железнодорожником, а затем служащим. В 1927 г. вступил в комсомол. Свою трудовую деятельность начал в 14 лет учеником столяра на постройке в г. Новосибирске, а в зимнее время Игорь Петрович продолжал учиться в школе. С 1929 по 1933 гг. работал столяром на деревокомбинате «Большевик». В 1932 г. вступил в ВКП(б), после чего в 1933 году Новосибирским городским комитетом ВКП(б) был послан на курсы преподавателя истории в г. Омск по окончании которых, преподавал историю и Конституцию СССР в школах № 8 и № 17 Новосибирска. В мае 1934 г. по партийной мобилизации был послан в военно-морское училище им. Фрунзе в Ленинграде, откуда в следующем году по болезни был отчислен. По возвращении в г. Новосибирск до марта 1935 г. работал заведующим промотдела городского комитета ВЛКСМ, откуда выбыл на действительную военную службу. В 1935–1937 гг. призван в Рабоче-крестьянскую Красную армию. Целеустремленного молодого человека заметили и направили на руководящую комсомольскую и политическую работу — политруком кавалерийского эскадрона и секретарем партбюро разведывательного отряда. Это событие позволило Скулкову связать свое будущее с партийной деятельностью. С декабря 1937 г. работал секретарем партийного комитета ВКП(б) на комбинате «Большевик» в г. Новосибирске. С июня 1938 г. заведующий культпропом и отделом пропаганды Октябрьского районного комитета ВКП(б) Новосибирска. С 1939 г. по 1941 г. обучался в Высшей партийной школе при ЦК ВКП(б), затем был переведён на работу в Москву, был инструктором в Управлении пропаганды и агитации ЦК ВКП(б). В годы Великой Отечественной войны добровольцем ушёл на фронт. Служил с 1942 года в должности заместителя начальника политического отдела 150-й стрелковой дивизии (с 19 апреля 1943 г. 22-й гвардейской стрелковой дивизии) 41-й армии Калининского фронта, с 1 мая 1943 г. заместителем начальника политического отдела 65-й гвардейской стрелковой дивизии 10-й гвардейской армии Западного фронта, затем начальником политического отдела 65-й артиллерийской бригады. После окончания войны в звании майора Скулков был уволен в запас 30 июля 1945 года и направлен на работу в Алтайский край, где занял должность секретаря крайкома ВКП(б) по пропаганде и агитации, затем был вторым секретарём крайкома. С мая 1951 г. вновь работал в ЦК партии инспектором, а затем заместителем заведующего Отделом партийных, профсоюзных и комсомольских кадров ЦК КПСС. С 28 апреля 1952 года Скулков был избран первым секретарём Ульяновского областного комитета КПСС. XIX съезд ВКП(б), состоявшийся 5–14 октября 1952 года, утвердил Директивы по пятому пятилетнему плану развития народного хозяйства СССР на 1951–1955 гг., который предусматривал значительные работы в поволжском регионе, в том числе строительство на тот момент крупнейших в мире гидроэлектростанции. Предполагалось, что всего по Ульяновской области затоплению подвергнется 164 тысячи га. На данной территории располагалось 79 населенных пунктов, из них затоплялись полностью — 56, частично — 23, в том числе Ульяновск, Сенгилей и Мелекесс. Переносу подлежали здания Облкультпросвета, сельского хозяйства, здравоохранения, лесного хозяйства, торговли, управления дорожного строительства, связи, мясомолочной промышленности, финансов, юстиции, стройтреста и многих других. Переносу с выделением другой территории в вечное пользование подверглись и многие колхозы и совхозы, расположенные на затопляемой территории. Кроме того в годы пятой пятилетки в Ульяновске началось строительство заводов тяжелых и уникальных станков, металлоконструкции, средств связи, мясокомбината и других предприятий. На заседании IV областной конференции ВКП(б) Скулков отстаивал идею создания университета и в 1957 году был основан Ульяновский политехнический институт. Все это значительно изменило облик промышленного и сельскохозяйственного развития области. Ульяновск стал одним из крупнейших промышленных центров на Волге. С 10 января 1958 г. по 17 сентября 1959 г. вновь работал в Москве в качестве председателя Комиссии советского контроля при Совете Министров РСФСР. С 23 июля 1959 г. по 20 декабря 1963 г. первый секретарь Удмуртского областного комитета КПСС. С 1964 г. инспектор ЦК КПСС. С 13 декабря 1965 года был избран первым секретарём Костромского областного комитета КПСС. В 1967 году были введены в действие заводы деревообрабатывающих станков и красильно-отделочного оборудования в Костроме, известковый завод в Солигаличе, телефонная станция на 800 номеров в Шарье. Костромская область стала крупным поставщиком фанеры, объем производства которой вырос в 35 раз по сравнению с 1913 годом. Особенно гордились костромичи достижениями в сфере легкой промышленности. Если в 1913 году в губернии выработали млн метров ткани, то в 1966 году было выпущено 88,5 млн метров. Объем производства вырос в 8 раз. Значительным было и жилищное строительство: в 1967 году в области было построено 194 тыс. кв. метров жилья — более 4 тысяч квартир. За успехи, достигнутые в хозяйственном и культурном строительстве, Костромская область Указом Президиума Верховного Совета СССР от августа 1967 года удостоена высшей награды страны — ордена Ленина. Потом были и другие успехи: построена первая «сквозная» автомагистраль области Судиславль — Мантурово, введен первый и второй энергоблоки Костромского ГРЭС (1968), досрочно окончено строительство моста через реку Волгу в Костроме, завершена электрификация области (1970).
Скончался 22 июля 1971 года, похоронен около братской могилы периода Великой Отечественной войны на проспекте Мира в Костроме.
В течение девятнадцати лет был кандидатом в члены ЦК КПСС, избирался депутатом Верховного Совета СССР с 3-го по 8-й созывы, делегатом XIX—XXIV съездов КПСС.

## Воинские звания
Майор

## Награды
Орденом Ленина;
Два ордена Трудового Красного Знамени, 
Орден Отечественной войны II степени (26.08.1944);
Орден Красной Звезды (23.03.1943);
Медаль «За оборону Москвы»;
Медаль «За победу над Германией в Великой Отечественной войны 1941–1945 гг.»
и рядом других медалей.

## Память
В центре Костромы стоит памятник И.П. Скулкову.